# Båg Herred

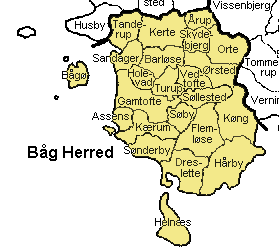
Båg Herred

Båg Herred was een herred in het voormalige Odense Amt in Denemarken. Na de verdeling van het amt in 1842 in Odense en Assens Amtrådskreds viel het onder Assens. In Kong Valdemars Jordebog wordt de herred vermeld als Bokæhæreth. Bij de bestuurlijke reorganisatie in 1970 werd het gebied deel van de nieuwe provincie Funnen.

## Parochies
Naast de stad Assens omvatte Båg 21 parochies.
- Assens
- Barløse
- Bågø
- Dreslette
- Flemløse
- Gamtofte
- Helnæs
- Holevad
- Hårby
- Kerte
- Kærum
- Køng
- Orte
- Sandager
- Skydebjerg
- Søby
- Søllested
- Sønderby
- Tanderup
- Turup
- Vedtofte
- Ørsted
- Årup